# Конференция католических епископов Колумбии
Конференция католических епископов Колумбии  (исп. Conferencia Episcopal de Colombia, CEC) — коллегиальный орган национального церковно-административного управления Римско-Католической церкви в Колумбии. Конференция католических епископов Колумбии осуществляет определённые пастырские функции, направленные для решения литургических, дисциплинарных и иных вопросов, свойственных колумбийской католической общине и её положению в колумбийском обществе. Высшим органом Конференции католических епископов Колумбии является общее собрание колумбийских епископов и архиепископов. Решения конференции католических епископов Колумбии утверждаются Римским папой. Конференция католических епископов Колумбии входит в Конференцию латиноамериканских епископов (CELAM).

## История
В 1899 году Римский папа Лев XIII предложил южноамериканским епископам периодически собирать общее совещание, чтобы церковь в Латинской Америке могла решать возникающие вопросы. 14 сентября 1908 года в Боготе впервые собрались 15 колумбийских иерархов под председательством архиепископа Бернардо Эррера Рестрепо. Это была вторая встреча латиноамериканских епископов после 1900 года, когда в Мехико была проведена встреча мексиканских епископов. В Боготе были подписаны два документа. Первый документ был посвящён защите священников, пострадавших от деятельности масонов. Второй документ касался духовной жизни и призывал к миру и гармонии. Эта первая встреча колумбийских епископов решила собирать общее собрание один раз в три года. Это правило действовало до 1965 года, когда собрание стало собираться ежегодно. В 1951 году был создан Постоянный секретариат колумбийских епископов, который объединял различные комитеты.
16 сентября 1996 года Святой Престол утвердил Устав Конференции католических епископов Колумбии.

## Структура
Согласно ст. 1 Устава целью деятельности Конференции католических епископов Колумбии является координация действий, касающихся пастырской заботы колумбийской католической общины. Конференция состоит из Председателя, Генерального секретариата и ассамблеи, состоящей из 15 епископов, которые руководят 11 департаментами, которые занимаются определёнными аспектами деятельности Католической церкви в Колумбии.

## Председатели конференции
- архиепископ Бернардо Эррера Рестрепо (1908—1928) — архиепископ Боготы;
- архиепископ Исмаэль Пердомо Борреро (1928—1950) — архиепископ Боготы;
- кардинал Крисанто Луке Санчес (1950—1959) — архиепископ Боготы;
- кардинал Луис Конча Кордоба (1959—1964) — архиепископ Боготы;
- кардинал Анибаль Муньос Дуке (1964—1972) — архиепископ Нуэва-Памплоны и архиепископ Боготы;
- архиепископ Хосе де Хесус Пимьенто Родригес (1972—1978) — епископ Гарсона и архиепископ Манисалеса;
- архиепископ Марио Револьо Браво (1978—1984) — архиепископ Нуэва-Памплоны;
- архиепископ Эктор Руэда Эрнандес (1984—1987) — архиепископ Букараманги;
- кардинал Альфонсо Лопес Трухильо (1987—1990) — архиепископ Медельина;
- архиепископ Педро Рубиано Саэнс (1990—1996) — архиепископ Кали и архиепископ Боготы;
- архиепископ Альберто Хиральдо Харамильо (1996—2002) — архиепископ Попаяна и архиепископ Медельина;
- кардинал Педро Рубиано Саэнс (2002—2005) — архиепископ Боготы;
- архиепископ Луис Аугусто Кастро Кирога (2005—2008) — архиепископ Тунхи;
- кардинал Рубен Дарио Саласар Гомес (2008—2014) — архиепископ Боготы;
- архиепископ Луис Аугусто Кастро Кирога (2014—2017) — архиепископ Тунхи;
- архиепископ Оскар Урбина Ортега (2017 — по настоящее время) — архиепископ Вильявисенсио.

## Источник
- Annuario Pontificio, Libreria Editrice Vaticana, Città del Vaticano, 2003, стр. 1005, ISBN 88-209-7422-3